# Radio Guadix
Radio Guadix es una emisora de radio local perteneciente a la Cadena SER que emite para Guadix y Comarca de Guadix. Emite en el 101.8 FM.

## Historia
La emisora inició emisiones en 1985, siendo la primera emisora de radio de Guadix.
Desde entonces, Radio Guadix ha sido la principal emisora de radio que cubre los eventos más importantes de la ciudad, como la Semana Santa o la Feria y Fiestas de Guadix.
Durante las décadas de los 90 y 2000 emitía la programación de LOS40, adquiriendo el nombre de "Radio Guadix-Cadena 40 Principales", luego "Radio Guadix-Los 40 Principales"; hasta 2011, cuando empezó a emitir Los 40 Guadix en el 90.8 FM.
Desde el 1 de agosto de 2012 la emisora está gestionada por Andalucía Este FM S.L.

## Programación
La programación de Radio Guadix incluye desconexiones locales que se emiten de lunes a viernes:
- Hoy por Hoy Matinal Guadix.
- Hoy por Hoy Guadix.
- Informativo Comarca de Guadix.
- Hora 14 Guadix.
- Programación local: noticias y entrevistas.

## Audiencia
Radio Guadix es la emisora de radio líder en Guadix y su comarca. Según la 1ª OLA del EGM de 2025, Radio Guadix ha obtenido 10.000 oyentes.

## Frecuencias
- Los 40 Guadix: 90.8 FM. Emite desde 2011.